# Xã Karlsruhe, Quận McHenry, Bắc Dakota
Xã Karlsruhe (tiếng Anh: Karlsruhe Township) là một xã thuộc quận McHenry, tiểu bang Bắc Dakota, Hoa Kỳ. Năm 2010, dân số của xã này là 38 người.